# キジシャコ
キジシャコ（雉子鷓鴣、学名：Tetraophasis obscurus）は、キジ目キジ科に分類される鳥類の一種。

## 分布
チベット北東部から中国西部（四川省付近）まで分布する。

## 形態
体長約47cm。

## 生態
タイガ地帯の地上や、山地の岩の斜面などに生息する。

## 参照・注釈
1. ↑  Tetraophasis obscurus  (Species Factsheet by BirdLife International)